# Walther Schmarje

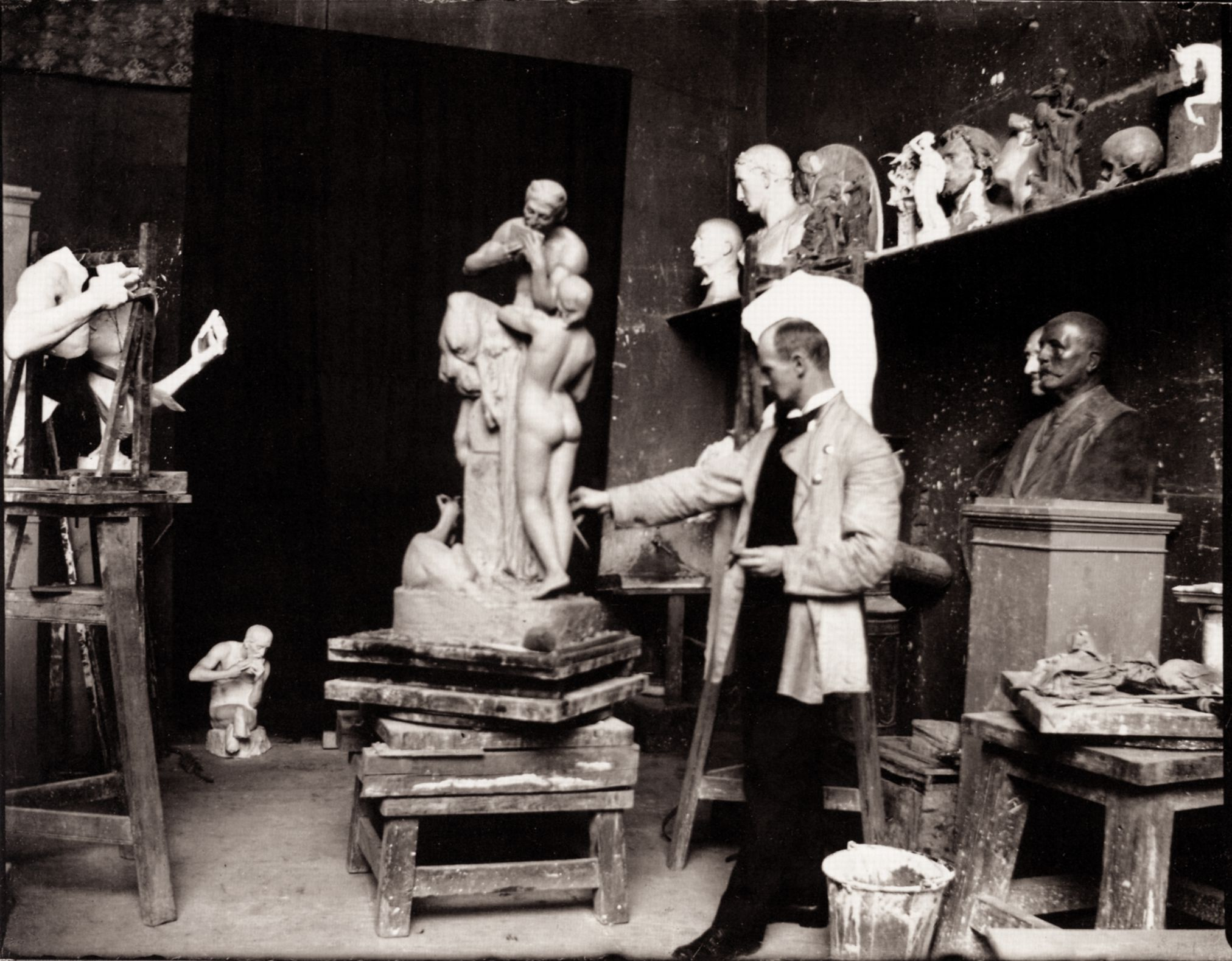
Walther Schmarje in seinem Atelier
(Foto: Heinrich Zille, ca. 1900)

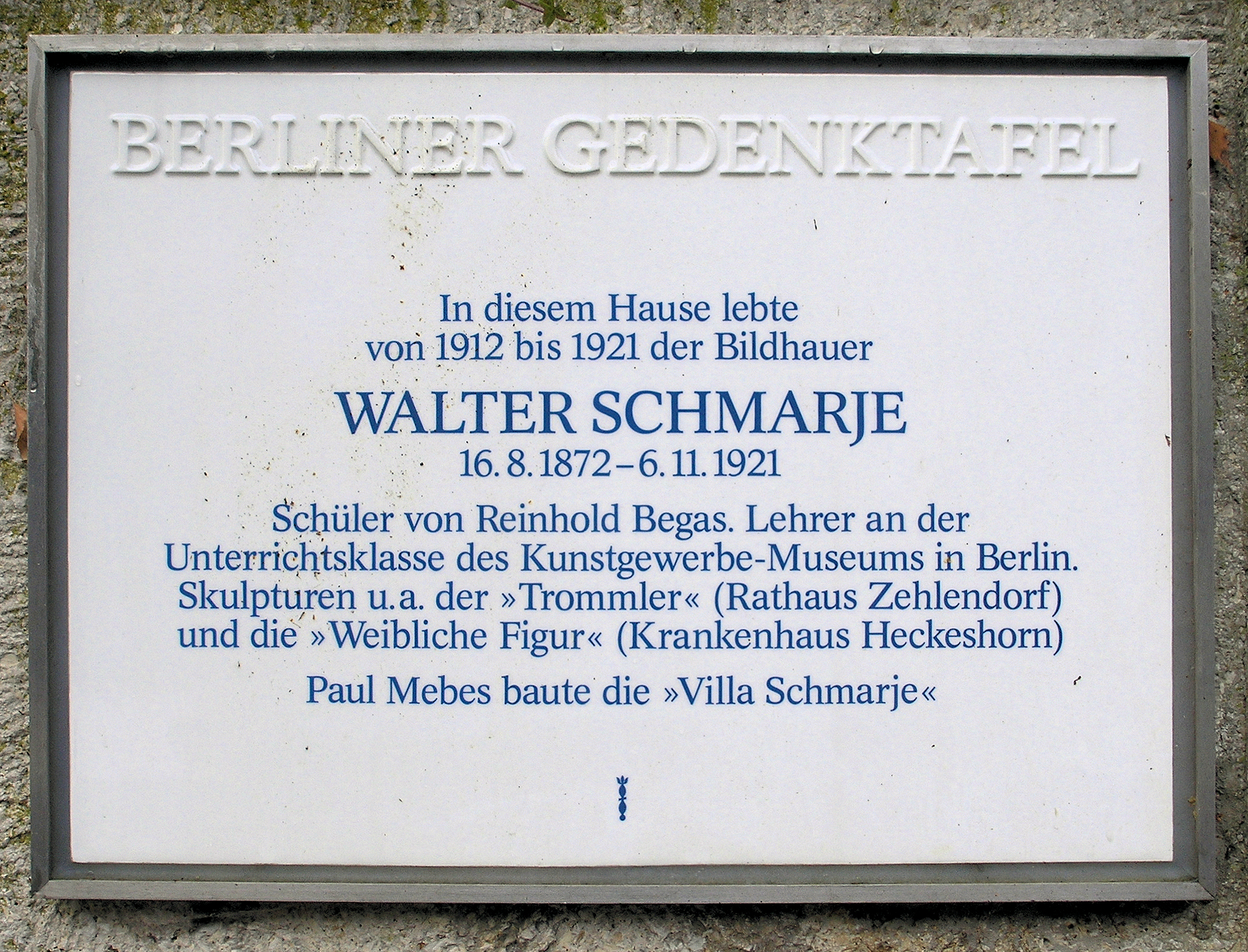
Berliner Gedenktafel am Haus Milinowskistraße 12 in Berlin-Zehlendorf

Walther Schmarje (* 16. August 1872 in Flensburg; † 6. November 1921 in Berlin; vollständiger Name: Carl Ernst Theodor Walther Schmarje; häufig auch: Walter Schmarje) war ein deutscher Bildhauer und Medailleur.

## Leben und Wirken
Seine Eltern waren der Lehrer Julius Schmarje und Auguste geb. Wickel. Er besuchte ab 1884 das Realgymnasium Johanneum in Hamburg. Dieses verließ er 1888 mit Erreichen der Reife für die Obersekunda, um eine praktische Lehre bei dem Bildhauer Carl Börner in Hamburg aufzunehmen. Nach zweieinhalbjähriger Lehrzeit, in der er das Steinmetz-Handwerk und die Gipsarbeit erlernt hatte, verlegte er im April 1891 seinen Lebensmittelpunkt nach Berlin. Anfänglich besuchte er die Tagesklasse für Bildhauer an der Unterrichtsanstalt des königlichen Kunstgewerbemuseums. Nachdem er 1892 als Schüler und Mitarbeiter ins Atelier von Nikolaus Geiger eintrat, verlegte er seine Besuche an der Unterrichtsanstalt auf die Abendklassen. Daneben studierte er ab 1893/94 drei Semester Bildhauerei an der Königlichen Akademischen Hochschule für die bildenden Künste. Nach Ableistung des einjährig-freiwilligen Militärdienstes nahm ihn ab dem Wintersemester 1897 Reinhold Begas als Meisterschüler an der Königlichen Akademie in Berlin auf. Noch unter dem nachfolgenden Vorsteher Ludwig Manzel blieb er dort bis zum Wintersemester 1903/04 am Meisteratelier eingeschrieben. In der Zeit an der Akademie erhielt er mehrfach ehrende Anerkennungen über eingesandte Arbeiten zu den Wettbewerben um den Großen Staatspreis und den Preis der Dr. Paul Schultze-Stiftung. Erst im März 1904 wurde ihm schließlich selbst der Preis der Dr. Paul Schultze-Stiftung für Bildhauer zuerkannt. Dieser ermöglichte ihm eine einjährige Studienreise nach Rom in die Villa Strohl-Fern. Die Reise begann im September 1904, endete für ihn aber bereits im März 1905. Nach seiner Rückkehr war er als Lehrer an der Unterrichtsanstalt des Kunstgewerbemuseums sowie für Sonderkurse an der Königlichen Kunstschule in Berlin beschäftigt, daneben war er auch als Bildhauer freischaffend aktiv. Ende November 1905 erhielt er einen Ruf zur Leitung der Hauptklasse für Bildhauerei an die Kunstakademie Königsberg, entschied sich aber an der Lehranstalt in Berlin zu bleiben. Im Berliner Adressbuch von 1906 findet sich eine Adresse in der Hundekehlestraße im Atelierhaus Raum, benannt nach dem Bildhauer Alfred Raum. Unter dieser Adresse waren auch einige seiner ehemaligen Mitschüler im Meisteratelier namentlich Hermann Hosaeus, Walter Hauschild und Sigismund Wernekinck gemeldet. Nach mehrjähriger Lehrtätigkeit an der Unterrichtsanstalt wurde er Ende 1910 zum Professor und Leiter der Abteilung für Bildhauer ernannt. Bereits im Felde stehend, wurde er 1915 zum ordentlichen Lehrer der Anstalt. Zu seinen Schülern an der Lehranstalt zählten u. a. Walter Reger, Otto Schnitzer u. a.
Zu Beginn des Ersten Weltkriegs meldete er sich im August 1914 als Reserveoffizier bei einer Eisenbahnkompanie und rückte bereits im September ein. Im Laufe des Kriegs kam er in Belgien, Frankreich, Mazedonien und Serbien zum Einsatz. In Serbien erkrankte er im Oktober 1917 an Paratyphus. Aus dem Krieg kehrte im November 1918 nach Berlin zurück und war wieder als Bildhauer aktiv. Seine Gesundheit war durch seine Erkrankung aber stark angegriffen. Er verlebte noch drei Jahre mit vielen Schmerzen und starb 1921 infolge eines Blutsturzes.
Am 7. August 1900 heiratete er in Mediasch (Siebenbürgen) die von dort stammende Hermine Mathilde Ipsen († 1951), die er in Berlin kennengelernt hatte. Mit ihr hatte er eine Tochter (1901–1990) und einen Sohn (1912–1943). Künstlerisch setzte er sich allmählich durch und verdiente bald mit seiner Kunst so viel, dass er sich ein Grundstück in Berlin-Zehlendorf kaufen konnte, auf dem er sich eine Villa bauen ließ. 1912 bezog er mit seiner Familie dieses von den Architekten Paul Mebes und Paul Emmerich (Büro Mebes und Emmerich) erbaute Haus.
Walther Schmarje war ein Vetter des Malers Karl Storch d. Ä. und befreundet mit der Bildhauerin Anna Magnussen-Petersen.

## Werk (Auswahl)

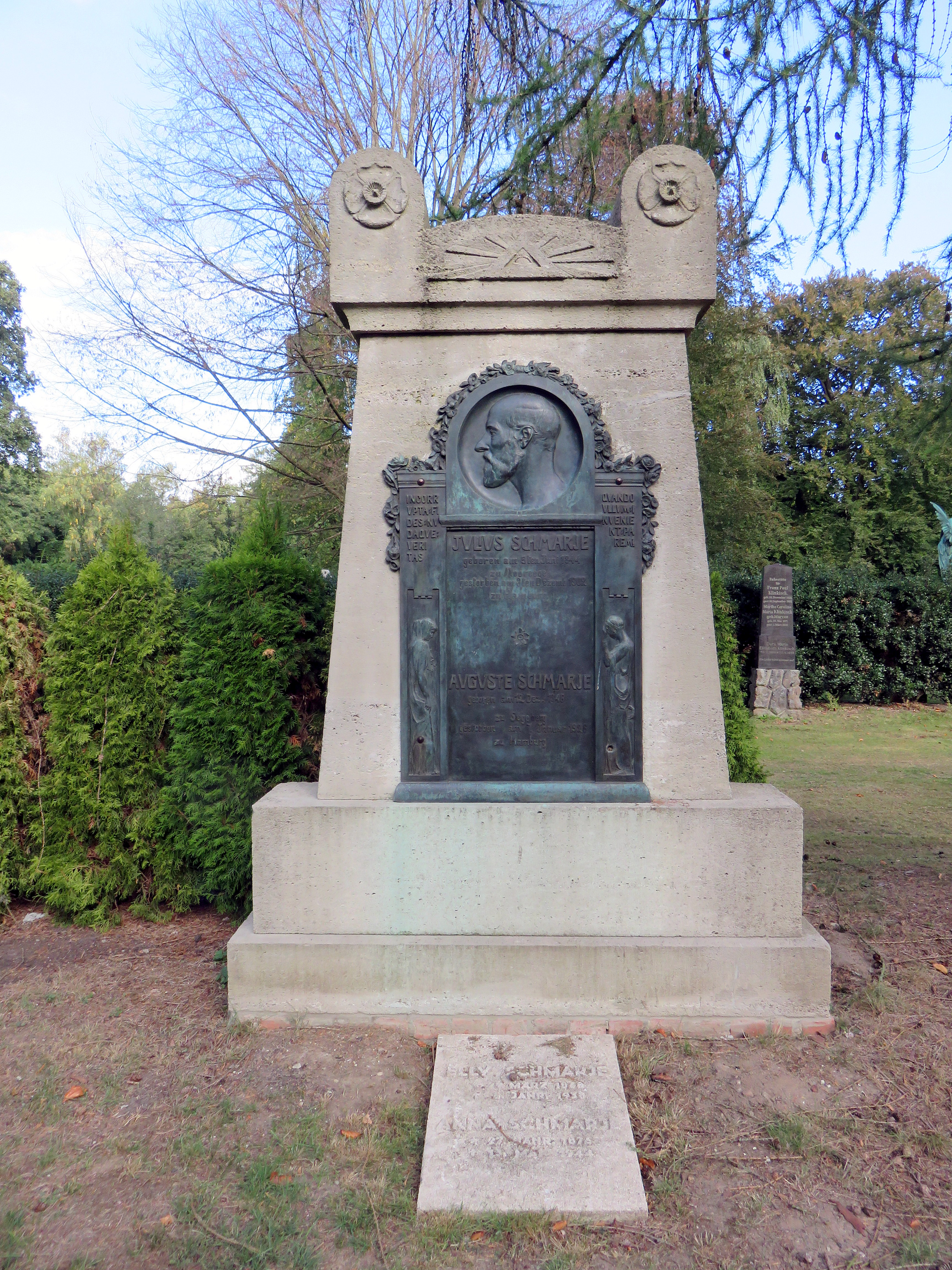
Von ihm hergestelltes Grabmal seines Vaters Julius Schmarje (1903) auf dem Friedhof Ohlsdorf in Hamburg

Walther Schmarje schuf zahlreiche Werke auf allen Gebieten der Plastik. Darunter befinden sich Büsten, Reliefs, Grabmale, Brunnen, Denkmäler, aber auch Münzen:
- 1901 Büsten der Eltern
- 1903 Stele seines Vaters
- 1904 Büste des Schwiegervaters
- 1904 Römische Mädchen
- 1904 Piastrella-Spieler
- 1905 Abschied (Relief)
- 1909/1910 bildnerischer Schmuck für die Köthener Brücke in Berlin-Kreuzberg[11]
- 1909/1912 Pfostenfiguren für die Putlitzbrücke, Berlin-Moabit
- 1910 Tierskulpturen für die Gotzkowskybrücke, Berlin-Moabit
- 1911 Denkmal für Eyke von Repkow in Halberstadt
- 1913/1914 Grab von Siegfried Wedells auf dem Ohlsdorfer Friedhof in Hamburg
- 1914 diverser bildhauerischer Schmuck im Nordsternhaus in Berlin (Architekten: Mebes und Emmerich)
- 1914 Der Trommler, Zeitz (neu geschaffen 1992 durch Joachim Hering)[12]
- 1914 „Der Sturm bricht los“, Erinnerungsdenkmal an die Befreiungskriege in Zeitz
- 1919 Das zusammengebrochene Deutschland
- 1920 Das sich wieder aufrichtende Deutschland
- 1920 Büste einer jungen Dame

Viele dieser Werke – darunter auch das zusammengebrochene und das sich wieder aufrichtende Deutschland – sind verschollen.

## Ausstellungen
Ausstellungsbeteiligungen (Auswahl):
- Große Berliner Kunst-Ausstellung 1893
- Große Berliner Kunstausstellung 1901
- Große Berliner Kunstausstellung 1902
- Münchener Jahresausstellung 1902 im königlichen Glaspalast
- Große Berliner Kunstausstellung 1903
- Große Berliner Kunstausstellung 1904
- Weltausstellung 1904 in St. Louis[13]
- Große Berliner Kunstausstellung 1905
- Große Berliner Kunstausstellung 1907
- Große Berliner Kunstausstellung 1908
- Weltausstellung 1910 in Brüssel[14]
- Große Berliner Kunstausstellung 1912
- Große Berliner Kunstausstellung 1921

## Ehrungen
In Berlin-Zehlendorf ist zwischen der Onkel-Tom-Straße im Westen und der Riemeisterstraße im Osten die Schmarjestraße mit den Hausnummern 1 bis 18 nach ihm benannt.

Am 12. Juni 1991 wurde an seinem ehemaligen Wohnort, Berlin-Zehlendorf, Milinowskistraße 12, eine Berliner Gedenktafel enthüllt.